# 들꽃 (2017년 드라마)
《들꽃》(영어: Wildflower 와일드플라워[*])는 2017년 방영된 필리핀의 드라마이다.